# Ulemo
Ulemo ist ein Verwaltungsbezirk (englisch Ward) des Distrikts Iramba in der tansanischen Region Singida.

## Geografie
Ulemo ist ein Bezirk im nördlichen Zentralteil von Tansania etwa 60 Kilometer Luftlinie nordwestlich der Regionshauptstadt Singida. Das wichtigste Gewässer ist der temporäre Fluss Kironda, der in das Sumpfgebiet des Kitangirisees mündet.
Der Bezirk grenzt im Norden an Old Kiomboi und Kiomboi, im Nordosten an Kinampanda, im Osten an Kyengege, im Süden an Mukulu, im Südwesten an Mtoa und im Westen an Shelui. Bei der Volkszählung 2022 lebten 16.056 Menschen in 4082 Haushalten auf einer Fläche von 115 Quadratkilometern.

## Bevölkerungswachstum
| Volkszählung | Einwohner |
| ------------ | --------- |
| 2002         | 14.671    |
| 2012         | 17.174    |
| 2022         | 16.056    |

## Gliederung
Der Bezirk besteht aus drei Gemeinden (swahili Mtaa) mit 15 Orten (Kitongoji):
| Ulemo - Madukani - Msisi - Majengo - Mpuli | Kitukutu - Kodosa - Mlula - Kisingu - Kiele - Tyengemara | Misigiri - Njiapanda - Msimbazi - Kichangani - Nkingi - Miembeni - Kizaga |

## Wirtschaft und Infrastruktur
- Landwirtschaft: Ulemo liegt auf einer hügeligen Hochfläche zwischen 100 und 1500 Meter Seehöhe. Bei jährlichen Niederschlägen von 500 bis 850 Millimetern herrschen Buschland mit Akazien und Grasland vor. Hauptsächlich angebaut werden Mais, Sorghum, Hirse, Maniok, Süßkartoffeln, Bohnen, Erdnüsse, Sonnenblumen, Linsen und Zwiebeln.[9][3]
- Bildung: Die Kizaga Secondary School ist eine staatliche weiterführende Schule, die als Tages- und Internatsschule Jugendliche bis zur 4. Stufe ausbildet.[10]
- Gesundheit: In den Gemeinden Ulemo und Misigiri liegt je eine staatliche Apotheke.[11][12]